# Liste des partis politiques en Suède
Les partis politiques suédois :

## Partis parlementaires

### Gauche
- Parti social-démocrate suédois des travailleurs (Socialdemokratiska Arbetarepartiet, SAP) : sociaux-démocrates
- Parti de gauche (Vänsterpartiet, V) : éco-socialistes
- Parti de l'environnement Les Verts (Miljöpartiet de Gröna, MP) : écologistes

Ces trois partis ont formé en décembre 2008 une coalition dite des « Rouges-verts », en vue des élections générales de 2010.

### Droite
- Modérés (Moderaterna, M) : libéraux-conservateurs
- Les Libéraux (Liberalerna, L)
- Chrétiens-démocrates (Kristdemokraterna, KD) : chrétiens-démocrates
- Parti du centre (Centerpartiet, C) : agrariens

Ces quatre partis font partie d'un regroupement baptisé « L'Alliance ».

### Extrême droite
- Démocrates de Suède (Sverigedemokraterna, SD) : nationalistes et conservateurs

## Parti extra-parlementaires

### Extrême gauche
- Parti socialiste (Socialistiska Partiet, SocP) : trotskistes (représenté dans quelques conseils municipaux)
- Parti socialiste de la justice (Rättvisepartiet Socialisterna, RS) : trotskistes (représenté dans quelques conseils municipaux)
- Parti communiste (Kommunistiska partiet) : marxistes-léninistes (représenté dans quelques conseils municipaux)

### Gauche
- Initiative féministe  (Feministiskt initiativ, F!) : féministes

### Droite
- Liste de juin (Junilistan, JL) : eurosceptiques
- Parti libéral classique (Klassiskt Liberala Partiet, klp) : libertariens

### Autres
- Parti pirate (Piratpartiet, PP)
- Parti de Donald Duck (Kalle Anka-partiet) : parti satirique
- Parti des intérêts des citoyens suédois séniors (Sveriges pensionärers intresseparti, SPI) : défense des personnes âgés

## Partis disparus
- Nouvelle démocratie (Ny Demokrati, NyD) : populistes de droite (dissous en 2000)

### Extrême droite
- Le Parti du Reich nordique (en suédois : Nordiska rikspartiet, NRP) est un parti politique néo-nazi ayant existé entre 1956 et 2009. Fondé par Göran Assar Oredsson sous le nom de Ligue nationale socialiste de combat de Suède (Sveriges nationalsocialistiska kampförbund) qui en a été le président tout au long de son existence à l'exception de quelques années dans les années 1970, durant lesquelles le parti a été présidé par la femme d'Oredsson. Bien que n'ayant jamais dépassé une audience très confidentielle, le parti a joué un rôle d'incubateur de l'extrême droite suédoise[1]. Certains de ses membres ont été impliqués dans des attentats anti-homosexuels et anti-immigrés[2].

- Gardons la Suède suédoise (en suédois : Bevara Sverige Svenskt, BSS), est un mouvement raciste[3] et skinhead[2] ayant existé entre 1979 et 1986, dont l'objectif affiché était de faire naître un débat sur la réduction de l'immigration provenant de pays non-européens. En 1986, il a fusionne avec le Parti du progrès (en) au sein du Sverigepartiet, qui débouche sur la fondation en 1988 des Démocrates de Suède[4].

- Les Nationaux-démocrates (en suédois : Nationaldemokraterna, ND) sont un parti nationaliste issu d'une scission des  Démocrates de Suède, ayant existé entre 2001 et 2014[5]. Ils comptent parmi les fondateurs de l'Alliance européenne des mouvements nationaux[6].

- Parti des Suédois (Svenskarnas Parti) : néonazis (dissous en 2015)